# Чернушка австрийская
Чернушка австрийская (лат. Erebia stirius) — дневная бабочка из рода Erebia в составе семейства бархатниц.

## Этимология названия
Видовое название stirius от Styria — Штирия — федеральная земля на юго-востоке Австрии.

## Биология
Время лёта: конец июля — начало сентября. Гусеницы питаются на Sesleria caerulea.

## Ареал
Горный вид, встречающийся в австрийских и итальянских Альпах, Хорватии и Словении. Обитает на высотах 700—1800 м.н.у.м.
Вид также указывался по литературным данным начала XX века для Украинского Закарпатья (район Мармароша). Очень возможна ошибка при видовой идентификации. Коллекционный материал из указанного локалитета отсутствует, необходимо современное подтверждение для указанного региона.